# Felix Meseck
Felix Meseck (* 11. Juni 1883 in Danzig; † 17. Juni 1955 in Höxter) war ein deutscher Maler und Grafiker.

## Leben
Meseck studierte an den Kunstakademien in Berlin (1903–1904) und Königsberg (1904–1905). Dort lernte er bei Ludwig Dettmann Malerei und Grafik bei Heinrich Wolff. Vorwiegend als Maler arbeitete er von 1906 bis 1914 an der Verwirklichung seiner eher unzeitgemäßen stilistischen Vorstellungen und künstlerischen Überzeugung. Erfolge erzielte er als Illustrator von Goethes Faust und mit weiteren Radierungen in Sammelwerken. Aus seiner Ehe gingen drei Kinder hervor. Den Ersten Weltkrieg erlebte er als einfacher Soldat. Unmittelbar danach arbeitete er weiter als Graphiker, das kleine Format verkaufte sich in wirtschaftlich schwieriger Zeit gut und ermöglichte einen hohen Bekanntheitsgrad, der ihn 1926 zur Professur an der Kunstakademie in Weimar und auf die Biennale in Venedig führte. Schon 1930 wird er von nationalsozialistischen Kräften um sein Amt gebracht. Dennoch erhielt er ein staatliches Stipendium der Preußischen Akademie für einen einjährigen Aufenthalt in Rom. Mit dem Kriegsausbruch 1939 kam er zurück an die Ostseeküste zwischen Pommern und Danzig. Beim Angriff der Roten Armee auf Danzig im Februar 1945 verlor er den größten Teil seines Werks.
Seine Flucht führte ihn bis in das Weserbergland. In Holzminden verbrachte er, künstlerisch noch gewachsen und produktiv bis zum Ende, ab 1946 seine letzten Lebensjahre. 
Felix Meseck war Mitglied im Deutschen Künstlerbund.
Am 14. Mai 2017 wurde eine Folge der Sendung Lieb & Teuer des NDR ausgestrahlt, die von Janin Ullmann moderiert wurde. Darin wurde mit der Gemälde-Expertin Betae Rhenisch ein Gemälde von Felix Meseck besprochen. Ein Besuch beim Enkel Thomas Meseck rundete die Folge ab.

## Künstlerische Entwicklung
Nach dem Studium bekam Felix Meseck durch seinen Lehrer Dettmann Kontakte zur Künstlergruppe Berliner Secession, in der Max Liebermann, Lovis Corinth und Max Slevogt tonangebend waren. Ihr Einfluss ist in den wenigen erhaltenen Gemälden aus der Zeit vor dem Ersten Weltkrieg erkennbar. Als Graphiker erzielte Meseck schon in jungen Jahren große Erfolge, Federzeichnungen und Kaltnadelradierungen waren seine Techniken. Die Linie dominierte über die flächigen und tonwertreichen Verfahren. Der in jungen Jahren bemerkbare Hang zur Darstellung des Skurrilen und Drastischen weicht nach dem Ersten Weltkrieg einer hochgradig nervösen Zeichenhand, die flüssig kleinste Details in wohlausgewogene Kompositionen strömen lässt. Er illustrierte kongenial Goethes Faust, unmittelbar nach dem Krieg den Prometheus. 1919 erschien bei Ferdinand Möller ein Meisterwerk der Kaltnadeltechnik, die Illustrationen zur Penthesilea von Kleist. Als Maler wird ihm eine metaphorisch beladene Themenwahl nachgesagt, der Baum ist ein immer wiederkehrendes Motiv, dessen Gestik Bände spricht. Die Palette wird von gedämpften Farbtönen beherrscht, Kontraste und Spannung bezog er aus der Formensprache.

## Buchillustrationen
- Johann Wolfgang von Goethe: Faust. 1913
- Johann Wolfgang von Goethe: Prometheus. R. Piper, München 1919
- Novalis: Hymnen an die Nacht.  Fritz Gurlitt Verlag, Berlin 1919
- Novalis: Das Märchen aus Heinrich von Ofterdingen. R. Piper (Verlag der Marees-Gesellschaft), München 1920
- Heinrich von Kleist: Penthesilea. 1920
- Ludwig Tieck: Der Runenberg. R. Piper, München 1922
- Clemens Brentano: Gockel, Hinkel und Gackeleia. Drei Masken Verlag, München 1922
- William Shakespeare: Der Sturm. Mit 14 Radierungen von Felix Meseck. Avalun-Verlag, Wien und Leipzig 1922
- Der Affe Sun Wu Kung. Chinesische Märchen. 1923
- Hermann von Wedderkop: Das Buch von Rom. R. Piper Verlag, München 1931 (Reihe: Was nicht im „Baedeker“ steht, Bd. XIII)

## Ausstellungen
- Einzelausstellung Felix Meseck 1883–1955, Museum Schloss Corvey (24. Mai bis 31. Oktober 1987)
- Aufstieg und Fall der Moderne, Weimar 1999